# Кејтлин Кларк
 Кејтлин Кларк (енгл. Caitlin Elizabeth Clark) је америчка професионална кошаркашица која тренутно игра за Индијана Фивер које играју у Женској националној кошаркашкој асоцијацији (ВНБА). Кларк је играла колеџ кошарку за Ајова хокајсе и сматра се једним од најбољих универзитетских играча свих времена. Кларк је најбољи стрелац НЦАА дивизије I свих времена и два пута је био најбољи национални играч године играјући за Хокајсе. Од своје факултетске каријере помогла је популаризацији женске кошарке, тренда познатог као „Кејтлин Кларк ефекеат“.
Кларк је похађала католичку средњу школу Даулинг у свом родном граду Вест Дес Мојн, у Ајови, где је проглашена за Мекдоналдсов ол-американ, а ЕСПН ју је оценио као четврту најбољу играчицу у својој класи. У својој првој сезони у Ајови, предводила је НЦАА дивизију I у броју кошева и зарадила свеамеричка признања. У својој другој години, Кларк је била једногласно изабрана у први тим ол-американ и постала је прва женска играчица која је предводила Дивизију I по броју кошева и асистенцијама у једној сезони. У јуниорској сезони била је национална играчица године. Она је одвела Ајову до њене прве утакмице националног првенства. Кларк је поново предводила Дивизију I по асистенцијама и поставила резултате за једну сезону у Великој десеторици у поенима и асистенцијама. Као сениорка, поновила се као национална играчица године и помогла Ајови да се врати у утакмицу за титулу националног првака. Кларк је постала лидер у женској конкуринцији у дивизији I и лидер у једној сезони по поенима и тројкама и оборила је свевремени конференцијски рекорд у асистенцијама, док је водила националну дивизију и по поенима и у асистенцијама.
Кларк је на крају регуларне ВНБА сезоне, 4. октобра 2024. проглашена за КИА ВНБА рукија године.
Кларк је прва у укупном поретку изабрана од стране Индијана Фивера на драфту ВНБА 2024. године. У својој првој сезони освојила је ВНБА награду за почетника године и учествовала на ВНБА Ол-Стар утакмици. Поставила је лигашке рекорде у једној сезони и у једној утакмици у асистенцијама, оборила рекорд почетника и постала прва новакиња која је остварила трипл-дабл. На међународном омладинском нивоу, Кларк је освојила три златне медаље са Сједињеним Државама, укључујући две на ФИБА Светском првенству за жене до 19 година, где је проглашена за најкориснијег играча 2021. године

## Почетак спортске каријере
Кејтлин Елизабет Кларк se родила 22. јануара 2002. године у Дес Моинесу, Ајова, као ћерка Брента, потпредседника производне компаније, и мајке Ен, рођене Низи. Њен деда по мајци био је фудбалски тренер и администратор у католичкој средњој школи Довлинг у Западном Дес Моину. Кејтлин је одрастала у том граду и почела да игра кошарку са пет година, такмичећи се у рекреативним лигама за дечаке, пошто њен отац није успео да нађе лигу за девојчице њеног узраста.
Кларк је такође играла софтбол, одбојку, фудбал, тенис и голф као дете пре него што се фокусирала на кошарку.  Са 13 година почела је да игра у лиги неколико година испред своје старосне групе у лигама за девојчице.  У шестом разреду, придружила се ол Ајова Атаку, кошаркашком програму аматерске атлетске уније (ААУ) са седиштем у Ејмсу, Ајова и играла је за тимове у програму све до завршетка средње школе. Тренирао ју је Диксон Џенсен са Атаком, а њене саиграчице из ААУ биле су и будућа играчица Женске националне кошаркашке асоцијације (ВНБА) Ешли Џонс. Кларк је црпила инспирацију од Маје Мур из Минесота Линкс, најближег ВНБА тима њеном родном граду, и често је присуствовао њиховим утакмицама са својим оцем.  Дивила се бившем члану Ол Ајова Атак, Харисону Барнсу и постала обожаватељица тима Тар Хилс из Северне Каролине након што се Барнс придружио том програму.

## Средњошколска каријера
Кларк је играла четири године средњошколске кошарке за католичку средњу школу Довлинг у Вест Дес Моинесу под вођством главног тренера Кристин Мејер. Као бруцош, просечно је бележила 15,3 поена, 4,7 асистенција и 2,3 украдене лопте по утакмици. Освојила је признања трећег тима у класи 5А од стране Асоцијације новина Ајове и почасну награду Ол-Ајова Дес Моинес реџистер. Државни турнир класе 5А, где су изгубили од тада будућих шампиона Вали Хај скул у првом колу. У својој другој сезони просечно је бележила 27,1 поен, 6,5 скокова, 4 асистенције и 2,3 украдене лопте по утакмици, заузимајући друго место у држави по броју поена. Кларк је проглашена за први тим класе 5А Ол-Стејт од стране Удружења спортских новинара Ајова принт (ИПСВА), а за играча године у Метро лиги Централне Ајове од стране Дес Моинес ређистер. Помогла је Даулингу да дође до четвртфинала државе класе 5А и постигне рекорд од 20–4. После сезоне, водила је Ол Ајова атак до шампионата Најк елит омладинске кошаркашке лиге, постигавши 23 поена у победи 64–61 над Кал Стормом у финалу.
Дана 4. фебруара 2019., током своје јуниорске сезоне, Кларк је постигла 60 поена у победи 90–78 против средње школе Мејсон Сити. Њена игра са 60 поена била је други највећи укупан број поена у једној утакмици у историји кошаркаша Ајове пет на пет за девојчице, надмашила је само Еби Ро 1996. Такође је поставила државни рекорд у једној утакмици са 13 тројки. Кларк је 25. фебруара поставила рекорд државног турнира класе 5А у појединачној конкуренцији са 42 поена у победи од 75–70, у троструком продужетку, над средњом школом Воки у четвртфиналу. Помогла је Даулингу да дође до полуфинала турнира и заврши са скором 17–8. Као јуниор, Кларк је водила државу у броју поена и просечно је бележила 32,6 поена, 6,8 скокова, 3,6 асистенција и 2,3 украдене лопте по утакмици. Проглашена је за играчицу године у Ајова Гаторејд и поново је изабрана у први тим у класи 5А од стране ИПСВА. Као сениор, Кларк је у просеку постизала 33,4 поена, осам скокова, четири асистенције и 2,7 украдених лопти по утакмици, водећи по други пут по броју погодака у држави. Њен тим је завршио са скором од 19–4 и стигао до регионалног финала класе 5А, где су изгубиле од средње школе Сијукс Сити исток. Кларк је завршила каријеру са четвртим највећим бројем поена (2.547) и шестим бројем тројки (283) у историји Ајове. Изабрана је за најбољег играча године у Ајови Гаторејд, за спортисту године у држави Ајове, и за мис кошарке у Ајови, док је била први тим ИПСВА класе 5А за све државе. Кларк је изабрана да се такмичи у Мекдоналд'с Ол-Американ гејму и Џордан Бранд класику, две престижне средњошколске ол-стар утакмице, али су обе утакмице отказане због пандемије Ковида 19.
У прве две године у Даулингу, Кларк је била стартер у школском универзитетском фудбалском тиму, али се у последње две године студирања фокусирала на кошарку. У својој бруцошкој сезони, постигла је 23 гола и била је именована у тим класе 3А Ол-Ајова од стране Дес Моинес Регистер.

### Регрутовање
Кларк је изабрана у кошаркашким програмима НЦАА дивизије I пре него што је кренула у средњу школу, примивши прво писмо о заинтересованости из универзитета Мисури стејт пре седмог разреда. До своје друге сезоне у Доулинг Католик, била је рангирана као играч број један у средњошколском разреду 2020 од стране ЕСПН-а. На крају своје средњошколске каријере, ЕСПН је сматрао регрутом са пет звездица и четвртим најбољим играчем у својој класи. Њена породица је желела да изабере универзитет Нотр Дам, а она се вербално обавезала на тадашњег главног тренера школе Мафета Мекгроу. Међутим, Кларк никада није потписала „Национално писмо о намерама” са школом, и убрзо је поново размотрила изборе, најављујући 12. новембра 2019, да ће се обавезати да ће играти колеџ кошарку за Ајову због понуда из државе Ајова и Нотр Дама. Кларка је привукао стил напада у убрзаном темпу и развој шпица тренера Лизе Блудер. Такође је очекивала да ће одмах имати кључну улогу у тиму са одласком Кетлин Дојл, владајуће играчице године велике десеторке.

## Колеџ каријера

### Прва колеџ сезона 2020–21. (фрешмен)
Кларк је ушла у своју бруцошку сезону као плејмејкер Ајове. Она је преузела водећу улогу поред стартног центра Монике Чинано, дуо је добио надимак „Адвокатска канцеларија” од стране аналитичара Кристи Винтерс-Скот. Дана 25. новембра 2020. дебитовала је на утакмици, забележивши 27 поена, осам скокова и четири асистенције у победи над Северном Ајовом резултатом 96–81. У својој другој утакмици, 2. децембра, остварила је свој први дабл-дабл са 30 поена и 13 асистенција у победи над Дрејком резултатом 103–97. Дана 22. децембра, у победи од 92–65 над западним Илиноисом, уписала је први трипл-дабл играча Ајове откако је то урадила Саманта Логик 2015. Упркос шутирању 3 од 15 из игре, Кларк је имала 13 поена, 13 скокова, и 10 асистенција током игре. Дана 6. јануара 2021. забележила је 37 поена, 11 скокова и четири асистенције у победи против Минесоте резултатом 92–79. Кларк је 11. фебруара постигла рекордних 39 поена, 10 скокова и седам асистенција у победи над Небраском резултатом 88–81, чиме је оборила рекорд у једној утакмици за Пинакл Банк Арену, иначе домаће место Небраске. Дана 28. фебруара је постигла 18 поена и имала рекордних 14 асистенција у сезони у победи над Висконсином резултатом 84-70. На крају регуларне сезоне, Кларк је била једногласно проглашена за бруцоша године у Биг Тен-у и изабрана за први тим за Ол-Биг Тен. Била је 13 пута бруцош недеље за Биг Тен, поставила је конференцијски рекорд и предводила је Биг Тен са пет награда за играча недеље.
Кларк је помогла Ајови да достигне друго место на турниру Биг Тен, где је именована у тим за све турнире и забележила је 37 асистенција, највише у историји овог догађаја. У другом колу НЦАА турнира, забележила је 35 поена, седам скокова и шест асистенција у победи над Кентакијем резултатом 86–72. На турниру је оборила програмске рекорде за поене и тројке (6). Ајова је стигла до Свит 16, где је Кларк постигла 21 поен у поразу са 92–72 од првог носиоца Јукон хаскија. Асоцијација кошаркашких новинара Сједињених Држава (УСБВА) прогласила ју је за свеамеричку прву екипу, асошиејтед прес (АП) за други тим, а изабрана је за тим Свих америчких асоцијација од стране женских кошаркашких тренера (ВБЦА). Кларк је постала први бруцош који је освојио награду Даун Сталеј, којом се одаје почаст најбољем беку дивизије I. Поделила је две главне награде за бруцоша године у Дивизији I са Пејџ Букерс из Јукона, награду Тамика Качингс, коју је доделио УСБВА, и ВБЦА награду за бруцоша године. Као бруцош, Кларк је просечно бележила 26,6 поена, 7,1 асистенцију и 5,9 скокова по утакмици. Предводила је НЦАА дивизију I по броју поена и била је друга по асистенцијама и тројкама по утакмици. Њен укупан број поена, асистенција, кошева из игре и тројки је такође водио Дивизију I. Поставила је рекорде за почетнике у програму за поене и асистенције и имала је четврти највећи просек у историји Ајове.

### Друга колеџ сезона 2021–22. (софмор)
Кларк је 9. новембра 2021. дебитовала у другој сезони, забележивши 26 поена, осам скокова и шест асистенција у победи над Њу Хемпширом резултатом 93–50. Она је 2. јануара 2022. забележила 44 поена и осам асистенција у победи над Евансвилом резултатом 93–56. Кларк је оборила женски рекорд у појединачним утакмицама Карвер–Хокај Арене и надмашила Келси Мичел из државе Охајо као најбржа Биг Тен која је достигла 1.000 поена у каријери. Дана 16. јануара 2022. забележила је свој четврти трипл-дабл у каријери, са 31 поеном, 10 скокова и 10 асистенција у победи над Небраском резултатом 93–83. У својој следећој утакмици, четири дана касније, Кларк је забележила 35 поена, 13 скокова и 11 асистенција у победи над Минесотом резултатом 105–49. Постала је прва играчица Дивизије I за мушкарце или жене која је забележила узастопне трипл-дабл са најмање 30 поена и прва играчица у историји Биг Тен са узастопним трипл-дабловима. Дана 25. јануара, Кларк је имала 18 асистенција, чиме је изједначила конференцијске рекорде у једној утакмици, поред 20 поена и седам скокова у победи против Пен Стејта резултатом 107–79. Дана 31. јануара је забележила 43 поена, седам асистенција и четири скока у поразу од Охајо Стејта резултатом 92–88. Кларк је 6. фебруара постигала рекордних 46 поена у сезони, укључујући 25 у четвртој четвртини, и имао је 10 асистенција у поразу од Мичигена резултатом 98–90. Поставила је женски рекорд у појединачној утакмици у Крајслер центру, домаћу арену Мичигена. Након што је довела Ајову до удела у титули у регуларној сезони Биг Тен, тренери лиге и медији су је једногласно прогласили за Биг Тен играча године и првог тима Ол-Биг Тен.
Дана 5. марта 2022, у полуфиналу турнира великих десет, Кларк је забележила 41 поен и девет скокова у победи над Небраском резултатом 83–66. Она је довела Ајову до титуле и проглашена је за најистакнутију играчицу турнира (МОП). Њен тим је игубио ос 10. носиоца Крејтона у другом колу НЦАА турнира, где је Кларк имала 15 поена и 11 асистенција у сезони, шутирајући 4 од 19 из игре, при поразу од 64–62. Била је једногласно проглашена за члана првог Свеамеричког тима: зарадила је првотимске Ол-Америчке почасти од АП-а и УСБВА, и била је селектирана од стране ВБЦА тренера за Ол-Амерички тим. Кларк је постала први узастопни добитник награде Даун Сталеј и освојио награду Ненси Либерман као најбољи плеј Дивизије I. Као софмор, у својој другој лолеџ години просечно је бележила 27 поена, осам скокова и осам асистенција по утакмици. Кларк је била прва женска играчица која је предводила Дивизију I по поенима и асистенцијама по утакмици у једној сезони. Такође је предводила Дивизију I у укупном броју поена, слободним бацањима и трипл-дабловима.

### Трећа колеџ сезона 2022–23. (јуниор)
Уласком у јуниорску сезону, Кларк је била једногласно изабрана за предсезонски Свеамеричкиа тим АП-а и проглашена је за предсезонску играчицу Биг Тен од стране тренера и медија лиге. Дана 18. новембра 2022. је претрпела повреду скочног зглоба на 3,8 секунди до краја у поразу од Канзас Стејта резултатом 84–83, где је забележила 27 поена, 10 скокова и седам асистенција. Играла је у следећој утакмици Ајове против Белмонта 20. новембра, постигавши 33 поена у победи резултатом 73–62. Дана 1. децембра је постигла рекордних 45 поена у сезони у поразу од НЦ Стејт резултатом 94–81. Три дана касније, Кларк је забележила свој седми трипл-дабл у каријери, са 22 поена, 10 скокова и 10 асистенција у победи над Висконсином резултатом 102–71. Надмашила је Саманту Лоџик као лидер у каријери Биг Тен у трипл-дабловима. Дана 21. децембра, у својој 75. утакмици, Кларк је изједначила рекорд Елене Дел Дон из Делавера као најбржу играчицу Дивизије I која је достигла 2000 поена у каријери од сезоне 1999–2000, постигавши 20 поена у победи над Дартмутом резултатом 92–54. Кларк је 23. јануара 2023. забележила 28 поена, 15 асистенција и 10 скокова у победи од 83-72 над АП бр. 2 Охајо стејта, која је претходно до тада била непоражена. Дана 2. фебруара је постигла 42 поена и имала осам асистенција и седам скокова у победи над Мерилендом резултатом 96–82. Дана 26. фебруара, Кларк је забележила 34 поена, девет скокова и девет асистенција, убацивши тројку за победу у утакмици, у победи од 86-85 против АП бр. 2 Индијане. На крају регуларне сезоне, она је једногласно проглађена као играчица године великих десет, а тренери и медији су је прогласили првим тимом свих великих десет.
Кларк је довела Ајову до другог узастопног шампионата на турниру Биг Тен, где је освојила МОП почасти. У утакмици за титулу забележила је 30 поена, 17 асистенција и 10 скокова у победи над Охајо Стејт резултатом 105–72, први трипл-дабл у финалу турнира. Прешла је на друго место у историји за жене у Дивизији I, иза Сабрине Јонеску из Орегона са својим 10. трипл-даблом у каријери. У елитној осмици НЦАА турнира, забележила је 41 поен, 12 асистенција и 10 скокова у победи над Луисвилом резултатом 97–83. Постала је прва играчица у историји мушких и женских турнира која је забележила трипл-дабл од 30 или 40 поена. Током утакмице, Кларк је постала први играч Дивизије I који је забележио најмање 900 поена и 300 асистенција у једној сезони. Због свог наступа, Кларк је проглашена за најистакнутију играчицу у региону Сијетла 4 и за регионални тим за све турнире  пошто је Ајова стигла до свог првог Фајнал-фора од 1993. године. На Фајнал-фору је забележила 41 поен, осам асистенција и шест скокова у победничкој победи од 77–73 над непораженим браниоцем титуле Јужне Каролине, прекинувши њихов низ од 42 победе. Оборила је рекорд у појединачној утакмици за полуфинале женских турнира и постала прва играчица у историји турнира са узастопним партијама од 40 поена. Кларк је такође надмашила рекорде програма и великих десет у једној сезони које је држала Меган Густафсон. Са победом, Ајова је напредовала до своје прве женске кошаркашке првенствене утакмице у историји програма. Иако је Кларк имала 30 поена и осам асистенција против ЛСУ-а на националном првенству, Ајова је изгубила утакмицу са 102–85. Постигла је осам тројки, највише за мушке или женске играчице у утакмици за титулу. Пред крај утакмице, звезда ЛСУ-а, Ејнџел Рис, пратила је Кларк, правећи гест „не можеш да ме видиш” наговештавајући да Кларк не може да прати њу, а такође је показала на њен прстењак у вези са предстојећим шампионским прстеном ЛСУ-а. Рис је добила знатне критике због гестова, које су многи у медијима оценили као неспортске. Међутим, многи су такође бранили Рисове гестове и смеће, истичући двоструке стандарде, пошто је Кларк направила исти гест у претходној утакмици и није се суочио са сличним критикама. Сама Кларк је бранила Рис због критика на рачун тог геста. У извештавању о овом инциденту, новинари и јавност коментарисали су улогу расе и пола у перцепцији спортског духа. Са 191 поеном на турниру, Кларк је оборила мушке и женске рекорде на једном НЦАА турниру. Њених 60 асистенција било је највише од једне играчице у историји женских турнира.
Кларк је освојила све главне награде за националног играчицу године: АП играчица године, награда Хонда Спортс, награда Јохн Р. Вуден, Нејсмит колеџ играчица године, УСБВА Натионал играчица године и Ваде трофи. Била је прва национална играчица године у историји Биг Тен којој је једногласно додељена та титула. Кларк је по други пут освојила награду Ненси Либерман и постала први троструки добитник награде Даун Стејли. Била је једногласно изабрана у Свеамерички тим другу сезону, заслуживши признање првог тима од АП-а и УСБВА-а и постала је ВБЦА тренерски Свеамерички тим. Као јуниор, Кларк је у просеку постизала 27,8 поена, 8,6 асистенција и 7,1 скок по утакмици, водећи у дивизији I по асистенцијама и други по броју поена. Поставила је рекорде за једну сезону у Великој десеторици у поенима, асистенцијама, тројкама и слободним бацањима, и изједначила свој конференцијски рекорд са пет трипл-дабла. Имала је четврти највећи број поена и асистенција и трећи највећи број тројки у сезони у историји Дивизије I. Након сезоне, Кларк је освојила ЕСПИ награду за најбољу спортисткињу колеџа и Хонда куп, обе одајући почаст најбољој спортисткињи колеџа, и награду Џејмса Е. Саливана, коју ААУ додељује годишње најбољем колеџу или Олимпијском спортисти у Сједињеним Државама. Изабрана је за Биг Тен спортисткињу године.

### Четврта колеџ сезона 2023–24. (сениор)
Уласком у сениорску сезону, Кларк је проглашена за најбољег играча године у предсезони и једногласно је освојила свеамеричке одликовања АП у предсезони.  Дана 15. октобра 2023. играла је у Кросоверу у Кинику, егзибиционој утакмици против ДеПола на стадиону Киник, и имала трипл-дабл од 34 поена, 11 скокова и 10 асистенција у победи од 94–72. Утакмици је присуствовало 55.646 гледалаца, што је поставило женски кошаркашки рекорд. У својој другој утакмици регуларне сезоне, 9. новембра, Кларк је забележила 44 поена, осам скокова и шест асистенција у победи од 80–76 над АП бр. 8 Вирџинија Тех. У трећој утакмици Ајове, поразу Северне Ајове резултатом 94–53 12. новембра, Кларк је забележила свој 12. трипл-дабл у каријери, са 24 поена, 11 асистенција и 10 скокова. Постала је најбољи стрелац Ајове свих времена, прескочивши Меган Густафсон, и постала тек друга играчица у историји Дивизије I са трипл-даблом у четири различите сезоне, придруживши се Јонесковој. Недељу дана касније, забележила је 35 поена, 10 асистенција, шест скокова и седам украдених лопти у победи над Дрејком резултатом 113–90, надмашивши Келси Плам из Вашингтона за највише 30 поена у историји женске дивизије I.
Кларк је 6. децембра 2023. постала 15. играч Дивизије I који је достигао 3.000 поена у каријери и била је друга најбржа који је достигла тај циљ, са 35 поена, девет скокова и пет асистенција у победи над Ајова Стејтом резултатом 67–58. Дана 16. децембра је постигла 38 поена и девет тројки у победи над Кливленд Стејтом резултатом 104–75. Три дана касније, поделила је признање Спортинг Њуз за спортисту године са Ејнџел Рис. Касније те недеље, Кларк је најављена као другопласирана, после гимнастичарке Симон Билс, за награду за спортисткињу године АП. Дана 21. децембра, у последњој неконференцијској утакмици Ајове, забележила је трипл-дабл од 35 поена, 17 скокова и 10 асистенција у победи Хокајсаа над Лојолом Чикаго резултатом 98–69. У својој следећој утакмици, 30. децембра, Кларк је забележила 35 поена и 10 асистенција у победи против Минесоте резултатом 94–71, надмашивши Саманту Прахалис из државе Охајо и постала лидер Биг Тен свих времена по броју асистенција. Током игре, она је такође надмашила рекорд Саманте Лоџик кошаркашког програма у истој категорији.] Дана 2. јануара 2024. Кларк је постигла 40 поена и постигла дугу тројку са победом у игри у последњој секунди утакмице у победи над Мичиген Стејтом резултатом 76–73. Три дана касније, забележила је 29 поена, 10 скокова и 10 асистенција у победи над Рутгерсом резултатом 103–69.  Кларк је 8. јануара 24. пут у каријери проглашена за Биг Тен играча недеље, чиме је оборила конференцијски рекорд који је држала Густафсон. У следећој утакмици, забележила је свој други узастопни трипл-дабл, са 26 поена, 10 скокова и 10 асистенција у победи против Пердуа резултатом 96–71. Дана 21. јануара, Кларк је забележила 45 поена и седам асистенција у поразу од 100–92 у продужетку од АП бр. 18 Охајо стејт. Након утакмице, док су навијачи државе Охајо јурили тереном, она је оборена у судару са навијачима, али није задобила повреду, упркос томе што је у почетку изгледало да је имала бол.
Кларк је 31. јануара 2024. постигла 35 поена и 10 асистенција у победи над Нортвестерном резултатом 110–74, оборивши рекорд Биг Тена свих времена који је држала Келси Мичел из Охајо стејта.  У фебруару, Фокс је почео да посвећује камеру, названу „Кејтлин Кам“, да снима Кларк током својих преноса утакмица из Ајове и да стримује на ТикТок-у. Постала је шеста играчица Дивизије I са 1.000 асистенција у каријери током утакмице Хокајса у поразу од Небраске (82−79), 11. фебруара, где је забележила 31 поен, 10 асистенција и осам скокова. Дана 15. фебруара, Кларк је постала лидер у каријери НЦАА дивизије I за жене, надмашивши Келси Плам, током победе над Мичигеном резултатом 106–89. Утакмицу је завршила са рекордних 49 поена, 13 асистенција и пет скокова, надмашивши Густафсон за програмски рекорд у једној утакмици. Између поена и асистенција, Кларк је била одговорна за 79 поена свог тима, више од било које женске играчице Дивизије I у најмање 25 сезона. Кларк је 28. фебруара прескочила Линет Вудард, која је играла за Канзас у ери када је Асоцијација међуколегијских атлетика за жене управљала женским факултетским спортом, и постала лидер свих времена по броју поена међу главним женским играчицама на колеџима. Током утакмице, остварила је свој други узастопни трипл-дабл, са 33 поена, 12 асистенција и 10 скокова, што је довело до победе Хокајса над Минесотом резултатом 108-60. Такође је поставила рекорд каријере Биг Тен за тројке, надмашивши Келси Мичел, и НЦАА рекорд у једној сезони у истој категорији, који је претходно држала Тејлор Пирс из Ајдаха. У својој последњој утакмици регуларне сезоне, 3. марта, Кларк је постала најбољи стрелац НЦАА дивизије I свих времена међу мушким и женским играчима, надмашивши чак и Пита Маравича, који је поставио мушки рекорд у три сезоне са ЛСУ. Постигла је 35 поена, девет асистенција и шест скокова у победи од 93-83 над АП бр. 2 Охајо стејтом. Завршила је редовну сезону као једногласно проглашена за играча године Биг Тена и зарадила је статус првог тима Ол−Биг Тена изгласане од тренера и медија лиге.
Током четвртфиналне победе Хокајса над Пен Стејтом на турниру Биг Тен 2024, Кларк је надмашила Стивена Карија из Дејвидсона и Даријуса Мекгија из Либертија за највише тројки у једној сезони од било ког играча Дивизије I без обзира на пол. У полуфиналној победи над Мичигеном, постала је прва женска играчица дивизије I која је постигла најмање 1.000 поена у две различите сезоне и престигла је Мичел као најбољи стрелац у каријери на турниру Биг Тен. Кларк је предводила Ајову до треће узастопне титуле на турниру Биг Тен и добила је титулу МОП након што је забележила 34 поена, 12 асистенција и седам скокова у победи над Небраском у финалу резултатом 94–89 у продужетку. У другом колу НЦАА турнира, Кларк је постигла 32 поена и надмашила Келси Плам за највише поена у једној сезони у историји за жене Дивизије I, што је довело Ајову до победе од 64–54 над Западном Вирџинијом. Елитна осмица је имала реванш меч националног шампионата 2023. против ЛСУ-а, где је Кларк имала 41 поен, 12 асистенција и седам скокова у победи од 94–87, што је довело Хокајсе до другог узастопног Фајнал-фора и школских рекордних 33 победе и именована је као регионални МОП за Албани 2. Њених девет тројки је изједначило најбољи резултат који је неки играч постигао наутакмици НЦАА турнира. Надмашила је рекорд Тејлора Робертсона од 537, постављен у пет сезона у Оклахоми, и постала лидер свих времена у Дивизији I у тројкама. Кларк је такође оборила резултате каријере на НЦАА турнирима у асистенцијама и тројкама, које су држале Темека Џонсон из ЛСУ и Дајана Тораси из УКона, респективно. На Фајнал-фору је забележила 21 поен, девет скокова и седам асистенција у победи над УКоном резултатом 71–69, док је Ајова стигла до утакмице националног шампионата другу сезону заредом. Кларк је имала 30 поена, осам скокова и пет асистенција у поразу од Јужне Каролине резултатом 87–75, првог носиоца у укупном поретку, у утакмици за титулу. Постигла је 18 поена у првој четвртини, највише за једну играчицу у једном периоду у историји првенствених утакмица.  Такође је надмашила Чамике Холдскла из Тенесија за НЦАА рекорд у каријери на турнирима.
Кларк је проглашена за националног играча године другу сезону, добила је титуле за АП играча године, Хонда Спортс награду, Јохн Р. Вуден награду, Несмит колеџ играча године, УСБВА националног играча године и Вејд Трофи. По трећи пут је освојила награду Ненси Либерман као најбољи плејмејкер Дивизије I и једногласно је проглашена за Свеамериканку првог тима. У својој сениорској сезони, Кларк је у просеку постизала бројке од 31,6 поена, 8,9 асистенција и 7,4 скокова по утакмици, водећи у дивизији I по броју поена и асистенција. Завршила је са највишим просеком у каријери (28,42) у историји Дивизије I, претекавши Патришу Хоскинс из Мисисипи вали стејта. Кларк је напустио Ајову са највише поена у каријери (3.951) и тројки (548), други по броју трипл-дабл (17) и трећи по броју асистенција (1.144) у историји Дивизије I. Након сезоне, објављено је да ће Ајова повући свој дрес са бројем 22, чиме је постала трећа играчица у историји колеџ програма која је добила ту част.  Другу сезону заредом, Кларк је освојио Хонда куп и награду Џејмс Е. Саливан, поставши први двоструки победник у 94-годишњој историји Саливенове награде. Такође је постала трећа спортисткиња која се поновила као Биг Тен спортисткиња године. У јуну 2024. Кларк је номинована за три ЕСПИ награде.  На додели ЕСПИ награда 2024. одржаној 11. јула 2024., Кларк је по други пут освојила ЕСПИ награду за најбољу спортисткињу колеџа, постала је прва спортисткиња која је освојила ЕСПИ награду за најбољи рекорд,, али изгубила је за најбољу спортисткињу ЕСПИ награду од двоструке ВНБА МВП-а и двоструке ВНБА шампионке, А'же Вилсон.
Кларк је 29. фебруара 2024. најавила да ће се пријавити за драфт ВНБА 2024. године, одричући се своје пете сезоне квалификованости, која је одобрена свим играчима током сезоне 2020–21 због пандемије ковида 19. Многе публикације, укључујући ЕСПН, УСА Тодаи и ЦБС Спортс, предвиђале су да ће она бити први избор на драфту ВНБА 2024. године.

## Професионална каријера

### ВНБА
Дана 15. априла 2024. године, Кларк је изабрана за првог пика на ВНБА драфту 2024. од стране Индијана Фивера. Дана 27. априла потписала је свој почетнички уговор са тимом. Кларк је одиграла своју прву утакмицу регуларне сезоне 14. маја, постигавши 20 поена у поразу од Конектикат Сана резултатом 92–71. Такође је имала 10 изгубљених лопти, највише у дебију у историји ВНБА. Десет дана касније, Кларк је остварила свој први дабл-дабл са 11 поена, 10 скокова и осам асистенција и помогла Феверу да оствари своју прву победу у регуларној сезони над Лос Анђелес Спарксима, 78–73. У реваншу са Спарксима 28. маја, забележила је 30 поена, шест асистенција и пет скокова у поразу 88–82.
Кларк је 7. јуна 2024. поново постигла 30 поена и изједначила рекорд Кристал Робинсона у једној утакмици за почетнике са седам тројки. Такође је забележила осам скокова, шест асистенција и четири украдене лопте, што је довело њен тим до победе од 85–83 над Вашингтон Мистиксима. Кларк је 23. јуна поставила рекорд Февера у једној утакмици са 13 асистенција, док је додала 17 поена и шест скокова, у поразу од Чикаго Скаја резултатом 88–87. Дана 2. јула је изабрана да игра на ВНБА Ол-Стар утакмици, добивши највише гласова навијача од свих играча у лиги (700.735 гласова). Четири дана касније, Кларк је постала први ВНБА новајлија и први играч Февера који је икада забележио трипл-дабл, забележивши 19 поена, 12 скокова и 13 асистенција у победи над Њујорк Либертијем резултатом 83–78. Дана 14. јула, Кларк је надмашила ВНБА рекорд за једну сезону у поразу од Минесота Линк-а резултатом 81–74. Три дана касније, 17. јула, постигла је 24 поена и поставила ВНБА рекорд у једној утакмици по броју асистенција (19), надмашивши рекорд Кортни Вандерслут (18) у поразу од Далас Вингса резултатом 101–93. Постигла је или асистирала код остварених 66 поена Индијане, срушивши рекорд Дајане Тораси из 2006. за постигнуте кошеве из игре.  На Ол-Стар утакмици, постала је седми ВНБА новајлија који је проглашен за Ол-Стар стартера и поставила је рекорд почетника по асистенцијама у игри, са укупно 10.
Кларк је 18. августа 2024. поставила ВНБА рекорд у асистенцијама почетника, који је претходно држала Тиша Пенишеиро од 1998. године, у победи од 92–75 над Сијетл Стормом. Десет дана касније, оборила је рекорд за тројке постигнуте у почетничкој сезони, надмашивши укупан број поена Рајн Хауард из 2022. године, пошто је њен тим победио Конектикат Сан са 84–80. Кларк је 30. августа забележила 31 поен уз 12 асистенција, што је довело њен тим до победе од 100–81 над Чикаго Скајом. Дана 4. септембра је забележила свој други трипл-дабл, са 24 поена, 10 скокова и 10 асистенција у победи над Лос Анђелес Спарксом резултатом 93–86. Кларк је 13. септембра оборила рекорд за једну сезону када је њен тим изгубио од Лас Вегас Ејса са 78–74. У својој следећој утакмици, два дана касније, постигла је рекордних 35 поена у победи од 110–109 над Далас Вингсима, надмашивши рекорд почетника Сејмоне Агустус. Кларк је завршила регуларну сезону са просеком од 19,2 поена, рекордних 8,4 асистенције и 5,7 скокова по утакмици. Постигла је рекордних 122 тројки, што је друга највећа у једној сезони иза Сабрине Јонеску. Кларк је довела Фивер до њиховог најбољег рекорда (20–20) и првог наступа у плејофу од 2016. године. Њен тим је у првом колу изгубио од Конектикат Сана. У другој утакмици, постигла је 25 поена уз девет асистенција у поразу на крају сезоне резултатом 87–81.
Дана 4. октобра 2024. године је проглашена за почетника године у ВНБА, добивши 66 од могућих 67 гласова за прво место. Она је такође изабрана за Ол-ВНБА тим, чиме је постала први новајлија од Кендис Паркер 2008. године и пети почетник у историји лиге који је ушао у Ол-ВНБА први тим.

## Репрезентативна каријера

### Јуниорска репрезентација
Кларк је била члан репрезентације Сједињене Државе на ФИБА Првенству Америке за жене до 16 година 2017. у Буенос Ајресу, Аргентина. Улазила је са клупе и просечно је постизала 8,8 поена по утакмици, помажући свом тиму да постигне рекорд од 5–0 и освоји златну медаљу. Кларк је играла на ФИБА Светском првенству у кошарци за жене до 19 година 2019. у Бангкоку, Тајланд. У седам утакмица, просечно је постизала 5,3 поена по утакмици и освојила још једну златну медаљу, пошто је њен тим завршио са 7-0. Кларк се такмичила на ФИБА Светском првенству у кошарци за жене до 19 година 2021. у Дебрецину у Мађарској и предводила Сједињене Државе до златне медаље. Постизала је у просеку 14,3 поена, 5,6 асистенција и 5,3 скока по утакмици, проглашена је за најкориснију играчицу и ушла у изабрани први тим турнира.

### Сениорска репрезентација
Кларк је била једна од 14 играчица и једини колеџ играч који је добио позив од репрезентације Сједињених Држава за последњи тренинг камп за Летње олимпијске игре 2024. године. Међутим, није могла да присуствује кампу јер је у исто време играла на НЦАА турниру 2024. године. Кларк није именована у коначни списак, што је одлука која се суочила са негодовањем јавности, због њене велике популарности. Селекциона комисија је навела Кларкино неискуство са сениорском репрезентацијом за њено неселектирање.

## Белешка
1. ↑  Номинована за „Кејтлин Кларк постаје НЦАА лидер у резултатима свих времена обарајући рекорд Пита Маравича“.